# Иоанна (герцогиня Дураццо)
Иоанна (1344 — 20 июля 1387) — последняя герцогиня Дураццо.

## Биография
Иоанна была дочерью герцога Карла и его жены Марии Калабрийской. В 1348 году, когда ей было всего 4 года, её отец был казнён по обвинению в организации убийства неаполитанского короля Андрея, и Иоанна, как старшая из выживших детей (за исключением сына Людовика, умершего в том же году, остальные дети Карла были дочерьми), унаследовала его титулы. Предполагалось, что она, когда вырастет, выйдет замуж за Карла Мартелла, сына королевы Джованны I, однако тот умер в 1348 году, будучи всего трёх лет от роду.
В 1365 году Иоанна вышла замуж за наваррского дворянина Людовика д’Эврё, брак был бездетным. Вскоре Дураццо был взят албанцами, которых возглавил Карл Топия. Чтобы вернуть владения, Людовик и Иоанна обратились за помощью к родственникам. В 1372 году брат Людовика, наваррский король Карл II предоставил группу наёмников, известных как «Наваррская компания», а французский король Карл V дал 50 тысяч дукатов. Тщательно подготовившись и получив в 1375 году дополнительные подкрепления из Наварры, войска в 1376 году взяли Дураццо. Однако в том же году Людовик умер, и оставшиеся без нанимателя войска ушли к другим господам. Иоанна навсегда потеряла Дураццо.
Вскоре Иоанна вышла замуж за Робера д’Артуа, детей у них также не было. Они жили в неаполитанском замке Кастель-дель-Ово, и в итоге были отравлены неаполитанским королём Карлом III.